# Splat Pack
Le Splat Pack est, depuis 2002, un cercle de réalisateurs spécialisés dans des films d'horreur.

## Histoire
Dérivé de “Rat Pack” dans les années 1950, ce terme a été inventé par le spécialiste américain du cinéma nommé Alan Jones de Total Film, un magazine cinématographique britannique, dans lequel le groupe était souvent critiqué sur le fait de faire revenir des films ultra-violents.

## Membres
- Alexandre Aja
- Darren Lynn Bousman
- Neil Marshall
- Greg McLean
- Eli Roth
- Robert Rodriguez
- James Wan
- Leigh Whannell
- Rob Zombie

## Filmographie
| Année | Film                                              | réalisateur         | Producteur(s)                                                                                | Distributeur(s)                |
| ----- | ------------------------------------------------- | ------------------- | -------------------------------------------------------------------------------------------- | ------------------------------ |
| 2002  | Dog Soldiers                                      | Neil Marshall       | David E. Allen, Christopher Figg et Tom Reeve                                                | Pathé                          |
| 2002  | Cabin Fever                                       | Eli Roth            | Evan Astrowsky, Sam Froelich, Lauren Moews et Eli Roth                                       | Lionsgate                      |
| 2003  | Haute Tension                                     | Alexandre Aja       | Alexandre Arcady et Robert Benmussa                                                          | Lionsgate                      |
| 2003  | La Maison des 1 000 morts (House of 1000 Corpses) | Rob Zombie          | Andy Gould                                                                                   | Lionsgate                      |
| 2004  | Saw                                               | James Wan           | Lark Bernini, Peter Block, Gregg Hoffman et Leigh Whannell                                   | Lionsgate                      |
| 2005  | The Descent                                       | Neil Marshall       | Christian Colson                                                                             | Lionsgate Pathé                |
| 2005  | The Devil's Rejects                               | Rob Zombie          | Mike Elliott, Michael Ohoven et Rob Zombie                                                   | Lionsgate                      |
| 2005  | Hostel                                            | Eli Roth            | Chris Briggs, Mike Fleiss, Quentin Tarantino et Eli Roth                                     | Lionsgate                      |
| 2005  | Saw II                                            | Darren Lynn Bousman | Gregg Hoffman (en), Mark Burg, Oren Koules et Leigh Whannell                                 | Lionsgate                      |
| 2005  | Wolf Creek                                        | Greg McLean         | George Adams, Martin Fabinyi, Michael Gudinski, Gary Hamilton, Matt Hearn et David Lightfoot | Dimension Films                |
| 2006  | La Colline a des yeux (The Hills Have Eyes)       | Alexandre Aja       | Wes Craven, Peter Locke (en), Marianne Maddalena (en) et Cody Zwieg                          | Fox Searchlight Pictures       |
| 2006  | Saw III                                           | Darren Lynn Bousman | Mark Burg, Oren Koules et Leigh Whannell                                                     | Lionsgate                      |
| 2007  | Dead Silence                                      | James Wan           | Gregg Hoffman, Mark Burg, Oren Koules et Leigh Whannell                                      | Universal Studios              |
| 2007  | Death Sentence                                    | James Wan           | Ashok Amritraj, Howard Baldwin et Karen Elise Baldwin                                        | Fox Atomic                     |
| 2007  | Halloween                                         | Rob Zombie          | Malek Akkad, Patrick Esposito, Andy Gould, Andrew G. La Marca, Matthew Stein et Rob Zombie   | Dimension Films et MGM Studios |
| 2007  | Hostel, chapitre II (Hostel: Part II)             | Eli Roth            | Scott Spiegel, Quentin Tarantino et Boaz Yakin                                               | Lionsgate                      |
| 2007  | Solitaire (Rogue)                                 | Greg McLean         | Matt Hearn, David Lightfoot et Greg McLean                                                   | Dimension Films                |
| 2007  | Saw IV                                            | Darren Lynn Bousman | Mark Burg et Oren Koules                                                                     | Lionsgate                      |
| 2008  | Doomsday                                          | Neil Marshall       | Benedict Carver et Steven Paul                                                               | Rogue Pictures                 |
| 2008  | Mirrors                                           | Alexandre Aja       | Alexandre Aja, Grégory Levasseur, Marc Sternberg et Alexandra Milchan                        | Twentieth Century Fox France   |
| 2008  | Repo! The Genetic Opera                           | Darren Lynn Bousman | Darren Lynn Bousman et Yoshiki Hayashi                                                       | Lionsgate                      |
| 2008  | Saw V                                             | David Hackl         | Mark Burg, Oren Koules, Gregg Hoffman, James Wan et Leigh Whannell                           | Lionsgate                      |
| 2009  | Halloween II                                      | Rob Zombie          | Malek Akkad, Andy Gould et Rob Zombie                                                        | The Weinstein Company          |
| 2009  | Saw VI                                            | Kevin Greutert      | Mark Burg, Oren Koules, James Wan et Leigh Whannell                                          | Lionsgate                      |
| 2010  | Piranha 3D                                        | Alexandre Aja       | Alexandre Aja, Mark Canton, Grégory Levasseur et Marc Toberoff                               | Dimension Films                |
| 2010  | Machete                                           | Robert Rodriguez    | Robert Rodriguez, Aaron Kaufman, Iliana Nikolic, Rick Schwartz et Quentin Tarantino          | 20th Century Fox               |
| 2010  | Saw 3D                                            | Kevin Greutert      | Mark Burg, Oren Koules, Gregg Hoffman, James Wan et Leigh Whannell                           | Lionsgate                      |
| 2011  | Insidious                                         | James Wan           | Jason Blum, Oren Peli et Steven Schneider                                                    | Stage 6 Films                  |
| 2011  | Mother's Day                                      | Darren Lynn Bousman | Brett Ratner, Richard Saperstein, Jay Stern et Brian Witten                                  | Eagle Films                    |
| 2011  | 11-11-11                                          | Darren Lynn Bousman | Loris Curci, Richard Heller et Wayne Allan Rice                                              | Eagle Films                    |

## Note et référence
1. ↑  Romain Le Vern, « Dossier : Le Splat Pack », sur Excessif.com, 25 juin 2008 (consulté le 30 octobre 2011)